# Тугаєво (Буздяцький район)
Туга́єво (рос. Тугаево, башк. Туғай) — село у складі Буздяцького району Башкортостану, Росія. Входить до складу Сабаєвської сільської ради.
Населення — 300 осіб (2010; 321 у 2002).
Національний склад:
- татари — 56 %
- башкири — 42 %